# Fortine
Fortine é uma Região censo-designada localizada no estado americano de Montana, no Condado de Lincoln.

## Demografia
Segundo o censo americano de 2000, a sua população era de 169 habitantes.

## Geografia
De acordo com o United States Census Bureau tem uma área de
7,8 km², dos quais 7,8 km² cobertos por terra e 0,0 km² cobertos por água. Fortine localiza-se a aproximadamente 895 m acima do nível do mar.

## Localidades na vizinhança
O diagrama seguinte representa as localidades num raio de 64 km ao redor de Fortine.